# Abrit, Dobrici
Abrit (în bulgară Абрит, în română Aptaat) este un sat în comuna Krușari, regiunea Dobrici, Dobrogea de Sud, Bulgaria. 
Între anii 1913-1940 a făcut parte din plasa Ezibei a județului Caliacra, România.

## Demografie
Componența etnică a satului Abrit
     Bulgari (12,68%)
     Romi (17,07%)
     Turci (70,24%)
     Nicio identificare (0%)
La recensământul din 2011, populația satului Abrit era de 205 locuitori. Din punct de vedere etnic, majoritatea locuitorilor (70,24%) erau turci, existând și minorități de romi (17,07%) și bulgari (12,68%). Pentru 0,0% din locuitori nu este cunoscută apartenența etnică.